# Bewegungstherapie
Bewegungstherapie ist ärztlich indizierte und verordnete Bewegung, die vom Fachtherapeuten geplant und dosiert, gemeinsam mit dem Arzt kontrolliert und mit dem Patienten alleine oder in der Gruppe durchgeführt wird. Daneben gibt es traditionelle Bewegungsverfahren, deren Wirkung teilweise nicht evidenzbasiert nachgewiesen wird, die teilweise auch im Rahmen der Sporttherapie angewandt werden.

## Formen
Es gibt verschiedene Konzepte von Bewegungstherapie, die sich von der Krankengymnastik, Heilgymnastik und präventiven Bewegungsempfehlungen bis zu psychotherapeutisch orientierten Formen erstrecken. H. Lucas schrieb allgemein dazu: „Die heilsame Wirkung der Bewegungstherapie sollte jedoch nicht nur dem bereits kranken Menschen von Nutzen sein. Jeder Gesunde sollte....unbedingt etwas vernünftigen Sport treiben.“ Zu den psychotherapeutisch orientierten Konzepten gehören die Konzentrative Bewegungstherapie, die Integrative Bewegungstherapie und als eine Form der künstlerischen Therapien die Tanztherapie. Aus dem asiatischen Raum sind Formen wie Taijiquan an westliche Bedürfnisse angepasst und werden als Bewegungstherapie eingesetzt. Als alternativmedizinisches Verfahren gilt die 1921 erstmals öffentlich gemachte anthroposophische Heileurythmie, die jedoch keine spezifische Wirksamkeit aufweist.

## Bewegungstherapie und Krebs
Steigende Bedeutung gewinnen Bewegungstherapien bei der Behandlung von Krebskranken. Wissenschaftler und die Deutsche Sporthochschule Köln (DSHS)  empfehlen „körperliche Aktivität bei allen Krebsformen“. Es muss jedoch darauf geachtet werden, dass die jeweiligen Krebserkrankungen auch unterschiedlich medizinisch behandelt werden, mit jeweils unterschiedlichen Aus- und Nebenwirkungen. 2013 gab es in der Bundesrepublik etwa 1.000 Krebssportgruppen. Die Nachfrage sei jedoch sehr viel größer.  Daher müssten deutlich mehr individuelle Angebote geschaffen werden. Es sei wissenschaftlich belegt, dass körperliche Aktivität, korrekt durchgeführt, machbar und sicher ist, „während der medizinischen Therapie, in der Rehabilitation und in der Nachsorge“.